# Usher (álbum)
Usher é o auto-intitulado álbum de estréia do cantor americano Usher. Foi lançado em 30 de Agosto de 1994 pelas gravadoras LaFace Records e Arista Records. Usher co-escreveu quatro das quatorze canções no álbum. Apesar do sucesso dos singles, este é o álbum de Usher que menos vendeu, cerca de 500 mil unidades.

## Faixas
| Edição Standard |                            |                                                        |                                            |         |  |
| N.º             | Título                     | Compositor(es)                                         | Produtor(s)                                | Duração |  |
| 1.              | "I'll Make It Right"       | Benbow, Evans, Griffin, Lee, Saxon                     | Sean "Puffy" Combs, Alex Richbourg         | 4:50    |  |
| 2.              | "Interlude 1"              | Evans, Raymond, Thompson                               | Carl "Chucky" Thompson                     | 0:40    |  |
| 3.              | "Can U Get wit It"         | Swing                                                  | DeVante Swing                              | 4:56    |  |
| 4.              | "Think of You"             | Evans, Jones, Raymond, Thompson                        | Sean "Puffy" Combs, Carl "Chucky" Thompson | 3:48    |  |
| 5.              | "Crazy"                    | Morgan                                                 | Brian Alexander Morgan                     | 5:14    |  |
| 6.              | "Slow Love"                | Brown, Lee                                             | Al B. Sure!                                | 4:57    |  |
| 7.              | "The Many Ways"            | Brown, Hall                                            | Dave "Jam" Hall                            | 5:43    |  |
| 8.              | "I'll Show You Love"       | Bobbit, Brown, Evans, Howell, Richbourg, South, Wesley | Sean "Puffy" Combs, Alex Richbourg         | 4:43    |  |
| 9.              | "Interlude 2 (Can't Stop)" | Evans, Raymond, Thompson                               | Sean "Puffy" Combs, Carl "Chucky" Thompson | 2:42    |  |
| 10.             | "Love Was Here"            | Brown, Griffin                                         | Al B. Sure!, Kiyamma Griffin               | 5:37    |  |
| 11.             | "Whispers"                 | Pearson, Swing                                         | Darryl Pearson, DeVante Swing              | 5:15    |  |
| 12.             | "You Took My Heart"        | Corbett, Ferrell, Jones, Raymond, Tonge                | Edward "Eddie F" Ferrell                   | 5:10    |  |
| 13.             | "Smile Again"              | Evans, Hollister, Middleton                            | Sean "Puffy" Combs, Herb Middleton         | 4:38    |  |
| 14.             | "Final Goodbye"            | Chambers, Corbett, Hall, Norris                        | Dave "Jam" Hall                            | 5:00    |  |

- "Think of You" contém samples de "Tidal Wave" de Ronnie Laws.[2]

## Desempenho

### Singles
| 1994 | "Can U Get wit It" | 59 | —  | 13 |
| 1995 | "Think of You"     | 58 | 23 | 8  |
| 1995 | "The Many Ways"    | —  | —  | 42 |

### Posições
| País           | Posições (1994)              | Melhor posição |
| -------------- | ---------------------------- | -------------- |
| Estados Unidos | Billboard 200                | 167            |
| Estados Unidos | Billboard Heatseekers        | 4              |
| Estados Unidos | Billboard R&B/Hip-Hop Albums | 25             |